# Ixodes ceylonensis

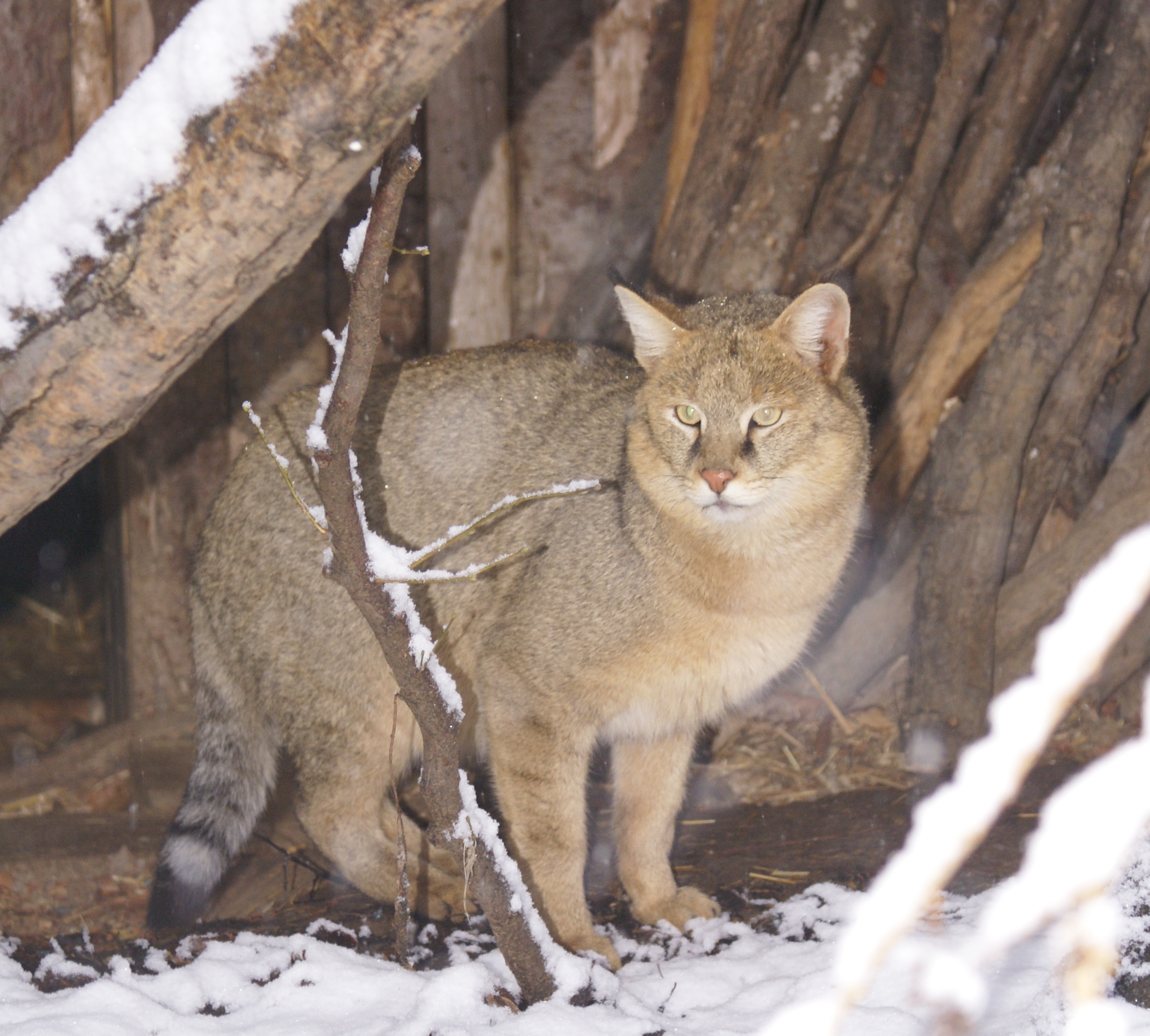
Один из видов-хозяев: Камышовый кот (Felis chaus), на котором паразитируют клещи Ixodes ceylonensis.

Ixodes ceylonensis (лат.) — вид клещей рода Ixodes из семейства Ixodidae. Южная Азия. Паразитируют на млекопитающих: среди хозяев крысы (Rattus rattus и Rattus blanfordi), мангусты, дикие кошки (Felis chaus и Felis bengalensis), обезьяны и другие. Вид был впервые описан в 1950 году американским паразитологом Гленом Милтоном Колсом (Glen Milton Kohls, 1905—1986).

## Распространение
Южная Азия: Индия, Шри-Ланка.